# قطعنامه ۷۷۸ شورای امنیت
قطعنامه ۷۷۸ شورای امنیت سازمان ملل متحد که در تاریخ ۰۲ اکتبر ۱۹۹۲ تصویب شد، سندی بین‌المللی دربارهٔ عراق-کویت است. این قطعنامه طی نشست ۳۱۱۷ام با ۱۴ رای موافق، ۰ مخالف و ۱ ممتنع تصویب شد.